# Alfons 3. af Portugal
Alfons 3. (portugisisk: Dom Afonso III) (født 5. maj 1210, Coimbra, død 16. februar 1279, Alcobaça) var konge af Portugal fra 1248 til 1279.
Han var bror til sin forgænger kong Sancho 2. og søn af kong Alfons 2. i hans ægteskab med Urraca af Kastilien. Han blev efterfulgt af sin søn Dionysius

## Eksterne links
- Wikimedia Commons har flere filer relateret til Alfons 3. af Portugal